# Nationale Rode Kruis Bloesemtocht
De Nationale Rode Kruis Bloesemtocht (meestal Rode Kruis Bloesemtocht genoemd) was een jaarlijks terugkerend, eendaags wandelevenement dat werd georganiseerd door het Rode Kruis. Het evenement vond plaats in april, in de gemeente West Betuwe. Het behoorde tot de grootste eendaagse wandeltochten ter wereld. De netto opbrengst van de tocht ging naar goede doelen in het kader van sociale hulp. In 2022 kondigde de organisatie aan dat het evenement niet meer zal plaatsvinden.
Het veilingterrein van de Coöperatie Koninklijke FruitMasters in Geldermalsen vormde de start- en eindplek voor het wandelevenement. Er konden meerdere afstanden gelopen worden. Kenmerkend voor deze tocht was dat er op sommige plaatsen gelopen wordt die de rest van het jaar niet toegankelijk zijn, zoals door boomgaarden heen. Ook werden door het leger speciaal voor deze tocht tijdelijke pontonbruggen aangelegd over de Linge.

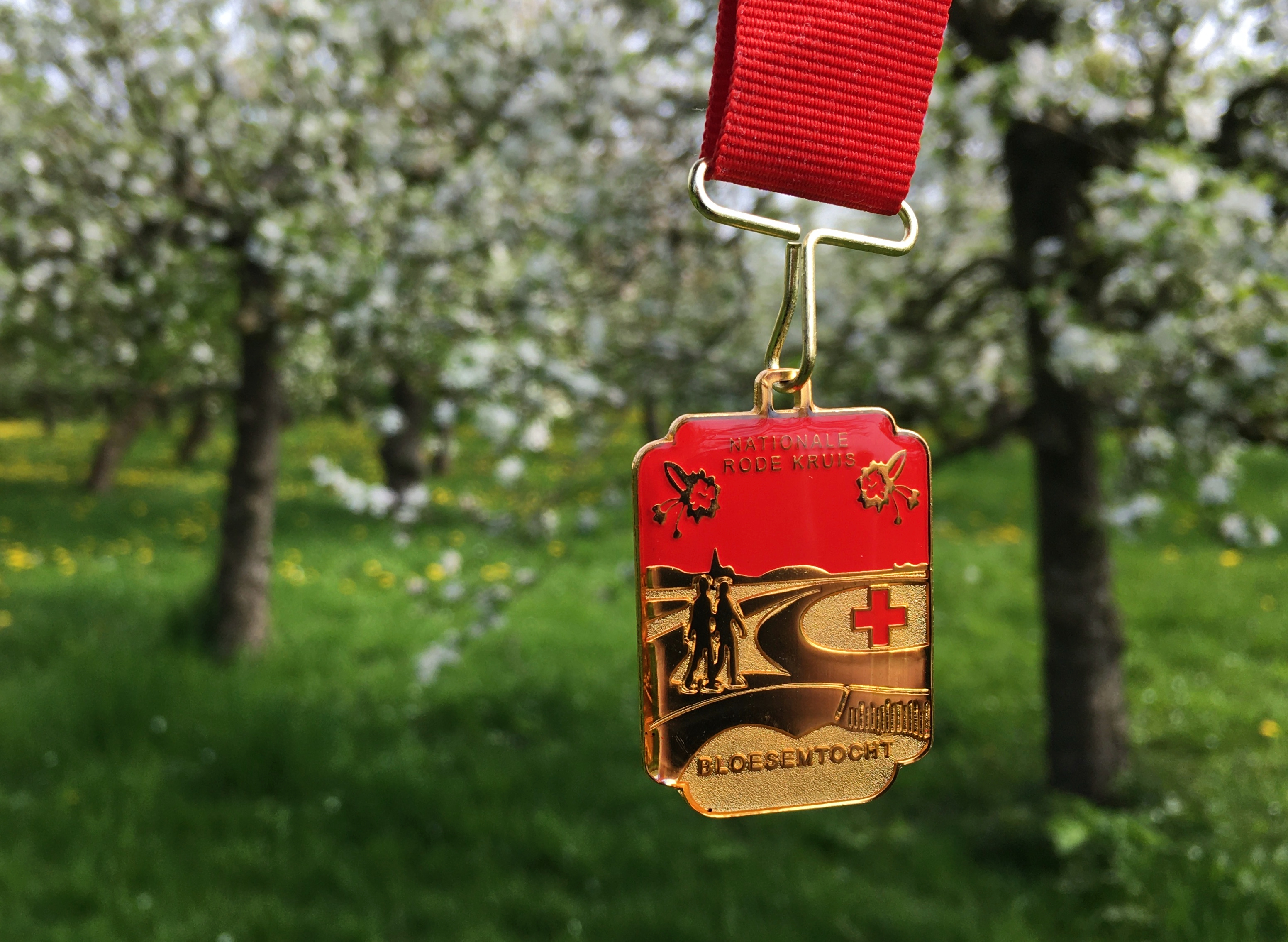
Voorbeeld van een medaille die een deelnemer ontving bij het volbrengen van de Rode Kruis Bloesemtocht

## Trivia
- De Rode Kruis Bloesemtocht werd samen met het Fruitcorso en Appelpop tot de traditionele 'Grote Drie' aan evenementen binnen de regio Rivierenland gerekend.[3]